# Ловчиково (Орловская область)
Ловчиково — деревня в Глазуновском районе Орловской области России.
Входит в Медведевское сельское поселение в рамках организации местного самоуправления и является его административным центром. Входит в Медведевский сельсовет в рамках административно-территориального устройства.
Приход в деревне Ловчиково (ранее — село Богословское) возник в XVII веке. Сначала здесь была деревянная церковь. Церковь имела колокольню.
В 1888 году в центре села на средства графа Орлова-Давыдова был построен каменный храм во имя Сергия Радонежского. По словам местных жителей, в селе был кирпичный завод, что облегчало строительство. Колокольни этот храм не имел, была лишь привратная звонница. Этот храм действовал до 1924 года.
На огромной территории Орловско-Севской епархии это был единственный приход, имевший два храма различных святых, а также часовню в честь праздника Рождества Христова (на кладбище, недалеко от усадьбы генерала Кателина, на бывшей территории посёлка Руда) и два кладбища.
Закрыта в 1937 году, позже использовалась местным колхозом для хозяйственных нужд.
По состоянию на май 2011 года оба храма и часовня сильно пострадали: остались полуразрушенные стены и кровля.
В 2011—2013 годах была восстановлена при помощи предпринимателя Ю. И. Евдокимова. Храм увенчан пятью главками. Он был освящён 12 октября 2014 года епископом Ливенским Нектарием во имя Иоанна Богослова.

## Описание
В деревне Ловчиково есть Ловчиковская основная общеобразовательная школа и детский сад.
При храме действует воскресная школа.
В День Святой Троицы в селе традиционно проходят народные гуляния и фестиваль «Великая Троица в Ловчиково» с участием исполнителей русских народных песен и звёзд российской эстрады.

## География
Расположена в 6 км к западу от райцентра, посёлка городского типа Глазуновка, и в 54 км к югу от центра города Орёл.

## Население
| 2002 | 2010 |
| ---- | ---- |
| 432  | ↘376 |

Согласно результатам переписи 2002 года, в национальной структуре населения русские составляли 99 % от жителей.